# Danial Achmetow

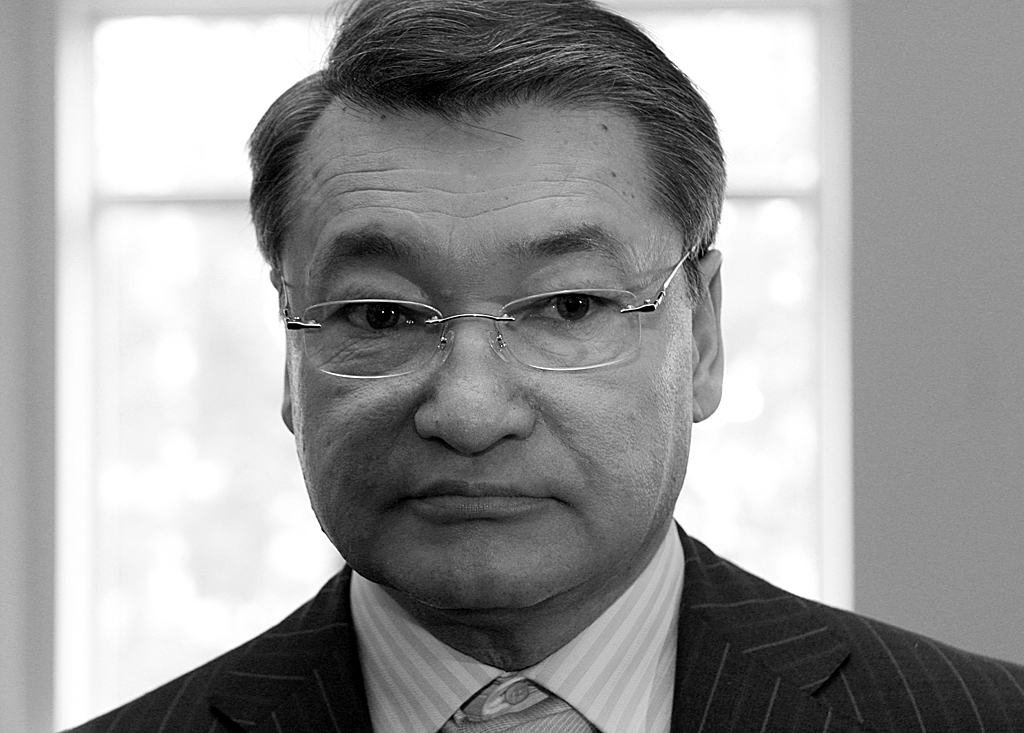
Danial Achmetow (2009)

Danial Kenschetajuly Achmetow (kasachisch Даниал Кенжетайұлы Ахметов Danial Kenjetaiūly Ahmetov, russisch Даниал Кенжетаевич Ахметов/Danial Kenschetajewitsch Achmetow; * 15. Juni 1954 in Pawlodar, Kasachische SSR) ist ein kasachischer Politiker. Von Juni 2003 bis Januar 2007 war er Premierminister des Landes, danach bis 2009 Verteidigungsminister Kasachstans.

## Biografie
Achmetow wurde 1954 in Pawlodar geboren. Er studierte am Institut für Industrie in seiner Heimatstadt Pawlodar und promovierte in Wirtschaftswissenschaften.
Von 1993 bis 1997 war er Gouverneur des Pawlodarer Gebietes und ab 1999 stellvertretender Premierminister unter den Regierungschefs Qassym-Schomart Toqajew (Қасым-Жомарт Кемелұлы Тоқаев) und Imanghali Tasmaghambetow mit der Zuständigkeit für Industrie, Energie, Transport und Kommunikation. Von 2001 bis 2003 war er zusätzlich wieder Gouverneur von Pawlodar. Am 13. Juni 2003 wurde Achmetow kasachischer Premierminister. Von diesem Amt trat er am 8. Januar 2007 zurück. Zu seinem Nachfolger wurde zwei Tage später der bisherige stellvertretende Premierminister Kärim Mässimow ernannt. Mässimow wiederum vergab den Posten des Verteidigungsministers an Achmetow, den er bis zum 17. Juni 2009 bekleidete.
Achmetow war von 2007 bis 2009 der Vorsitzende des kasachischen Radsportverbands.
Im Dezember 2011 wurde Achmetow zum Vorstandsmitglied des Kollegiums für Energie und Infrastruktur der Eurasischen Wirtschaftskommission ernannt.
Am 11. November 2014 wurde Achmetow zum Äkim der Region Ostkasachstan berufen.

## Privates
Achmetow ist verheiratet und hat einen Sohn und eine Tochter.